# Libysches Streifenwiesel

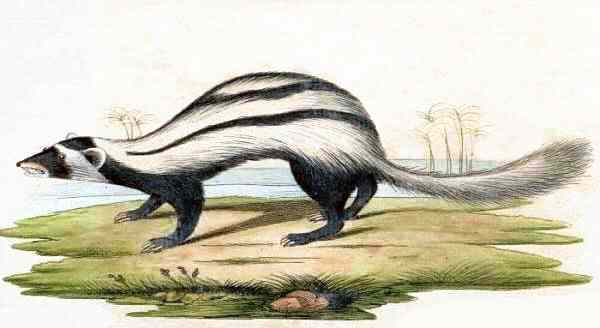
Alte Zeichnung des Libyschen Streifenwiesels

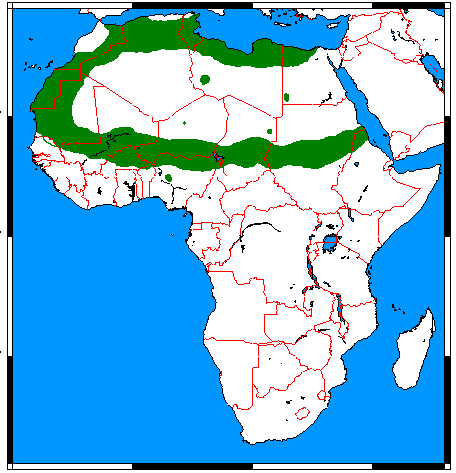
Verbreitungsgebiet laut IUCN

Das Libysche Streifenwiesel (Ictonyx libyca, Syn.: Poecilictis libyca) ist eine in Afrika lebende Raubtierart aus der Familie der Marder (Mustelidae). Es ist eng mit dem Zorilla  (Ictonyx striatus) verwandt.

## Merkmale
Libysche Streifenwiesel ähneln in ihrem äußeren Erscheinungsbild den Skunks, mit denen sie jedoch nicht sonderlich nahe verwandt sind. Ihr Fell ist an der Oberseite und an den Flanken weiß gefärbt und mit einigen schwarzen, nicht deutlich von den weißen Zonen abgegrenzten Längsstreifen versehen, die Unterseite ist schwarz. Der Kopf ist ebenfalls schwarz und hat eine weiße Bänderzeichnung. Der relativ kurze Schwanz ist weiß und buschig. Seine Spitze ist schwarz. Libysche Streifenwiesel erreichen eine Kopfrumpflänge von 20 bis 26 Zentimeter, wozu noch der 11,5 bis 18 Zentimeter lange buschige Schwanz kommt, das Gewicht variiert zwischen 200 und 600 Gramm. Ausgewachsene Männchen sind etwas größer als die Weibchen. Der Kopf ist klein, die Schnauze ist kurz. Die Weibchen haben vier Zitzenpaare.
Die Zahnformel lautet: I3/3, C1/1, P 3/3, M 1/2.

## Lebensraum und Lebensweise
Libysche Streifenwiesel sind im nördlichen Afrika beheimatet. Ihr Verbreitungsgebiet reicht von Marokko und Mauretanien bis nach Ägypten und dem Sudan. Ihr Lebensraum sind steinige, trockene Gebiete am Rand der Sahara mit spärlicher Vegetation, an den Küsten auch Sanddünen.
Es werden vier Unterarten unterschieden:
- Ictonyx libyca libyca, Marokko, Algerien, Libyen, Tunesien
- Ictonyx libyca multivittata, östlicher Tschad und mittlerer Sudan
- Ictonyx libyca oralis, Ägypten, nördlicher Sudan, Eritrea
- Ictonyx libyca rothschildi, Mauretanien, Senegal, Mali, Burkina Faso, Niger, Nigeria

Diese Tiere sind einzelgängerisch, nachtaktiv und verbringen den Tag in selbstgegrabenen Bauen. Sie ernähren sich von Nagetieren, kleinen Vögeln, Echsen und Insekten. Die Beute wird mit dem Geruchssinn und mit dem Gehör aufgespürt und wenn nötig mit den Vorderpfoten ausgegraben. Im Bedrohungsfall können sie, ähnlich den Skunks, den Angreifer mit dem übelriechenden Sekret ihrer Analdrüsen in die Flucht schlagen. Ein bis drei Jungtiere werden von Januar bis März geboren. Sie sind bei der Geburt ca. 5 Gramm schwer, blind und mit kurzen Haaren bedeckt. Nach fünf Wochen nehmen sie feste Nahrung zu sich und mit einem Alter von zwei Monaten wiegen sie etwa 250 Gramm.

## Gefährdung
Libysche Streifenwiesel dürften weit verbreitet sein und zählen nicht zu den bedrohten Arten. Dementsprechend werden sie von der Weltnaturschutzunion IUCN in der Roten Liste gefährdeter Arten als nicht gefährdet („Least Concern“) geführt.

## Belege
1. 1 2 3 4  Don E. Wilson, Russell A. Mittermeier: Handbook of the Mammals of the World – Volume 1 Carnivores. Lynx Editions, 2009, ISBN 978-84-96553-49-1. Seite 637.
2. ↑  Ictonyx libycus in der Roten Liste gefährdeter Arten der IUCN 2009. Eingestellt von: Hoffmann, M., Cuzin, F. & de Smet, K., 2008. Abgerufen am 24. Januar 2010.